# لتویا لوکت
لتویا لوکت (به انگلیسی: LeToya Luckett) (زاده ۱۱ مارس ۱۹۸۱) بازیگر، خواننده و ترانه‌سرای آمریکایی است.
از فیلم‌هایی که او در آن بازی کرده است، می‌توان به قاتلین اشاره کرد.